# Elena Teodorini

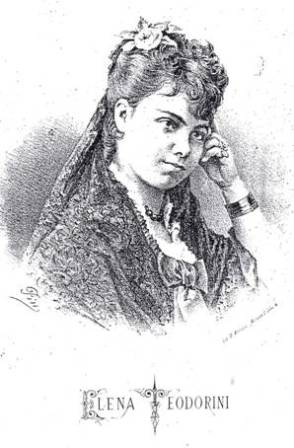
Elena Teodorini Teatro alla Scala Milano

Elena Theodorini (născută De Mortun, n. 25 martie 1857, Craiova, Țara Românească – d. 27 februarie 1926, București, România) a fost o mezzo-soprană și soprană română. Elena Theodorini a fost prima cântăreață din România care a pășit pe scena teatrului Scala din Milano.

## Biografia

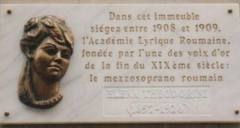
Placă pe zidul clădirii situată pe Strada Tocqueville nr. 25 din Paris, arondismentul 17, unde și-a avut sediul "l'Académie Lyrique Roumaine" fondată de către Elena Teodorini, sculptor Elena Surdu Stănescu.

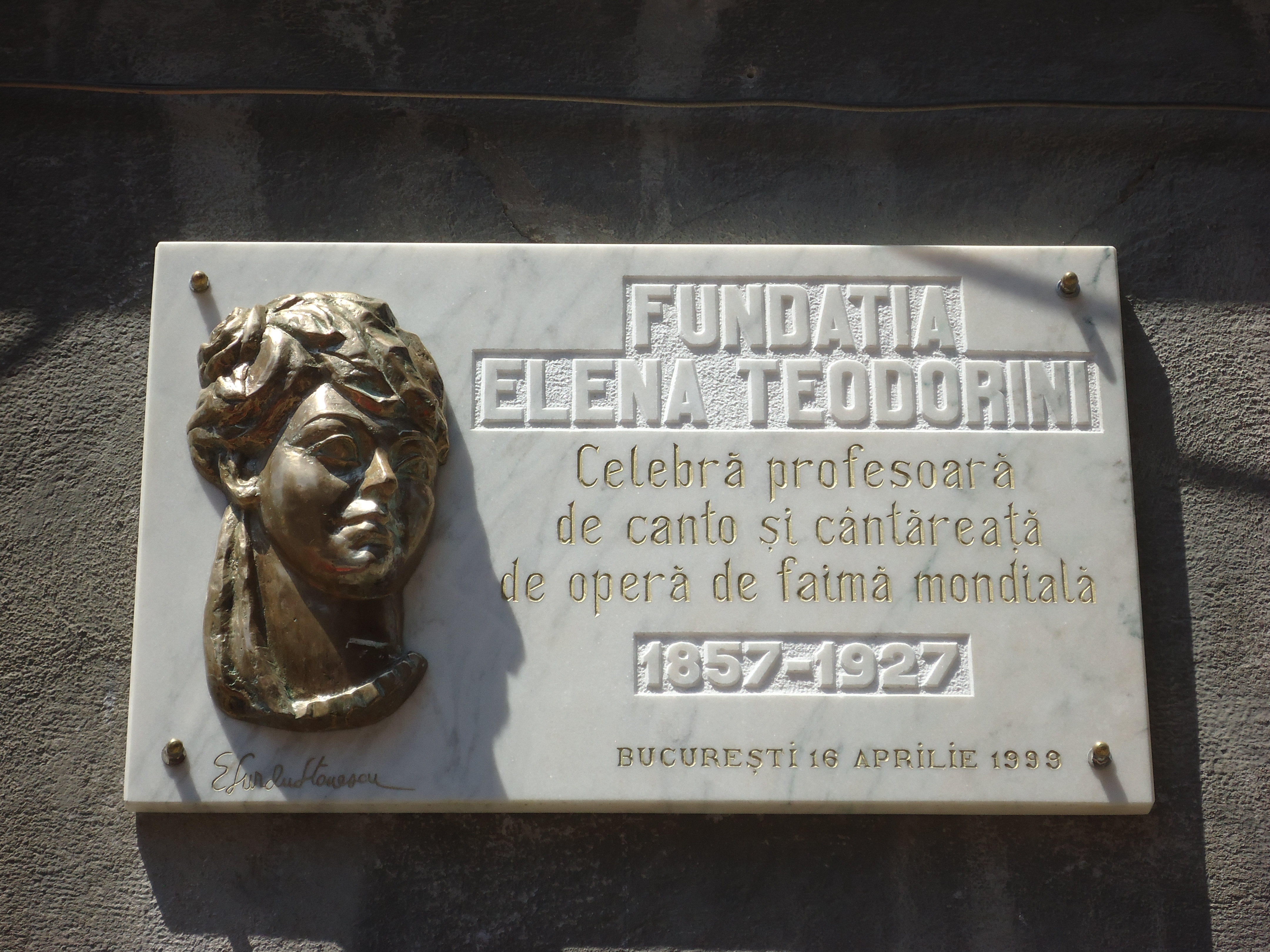
Sediul Fundației „Elena Teodorini” din Strada J.L. Calderon nr. 59, sector 2, București, sculptor Elena Surdu Stănescu.

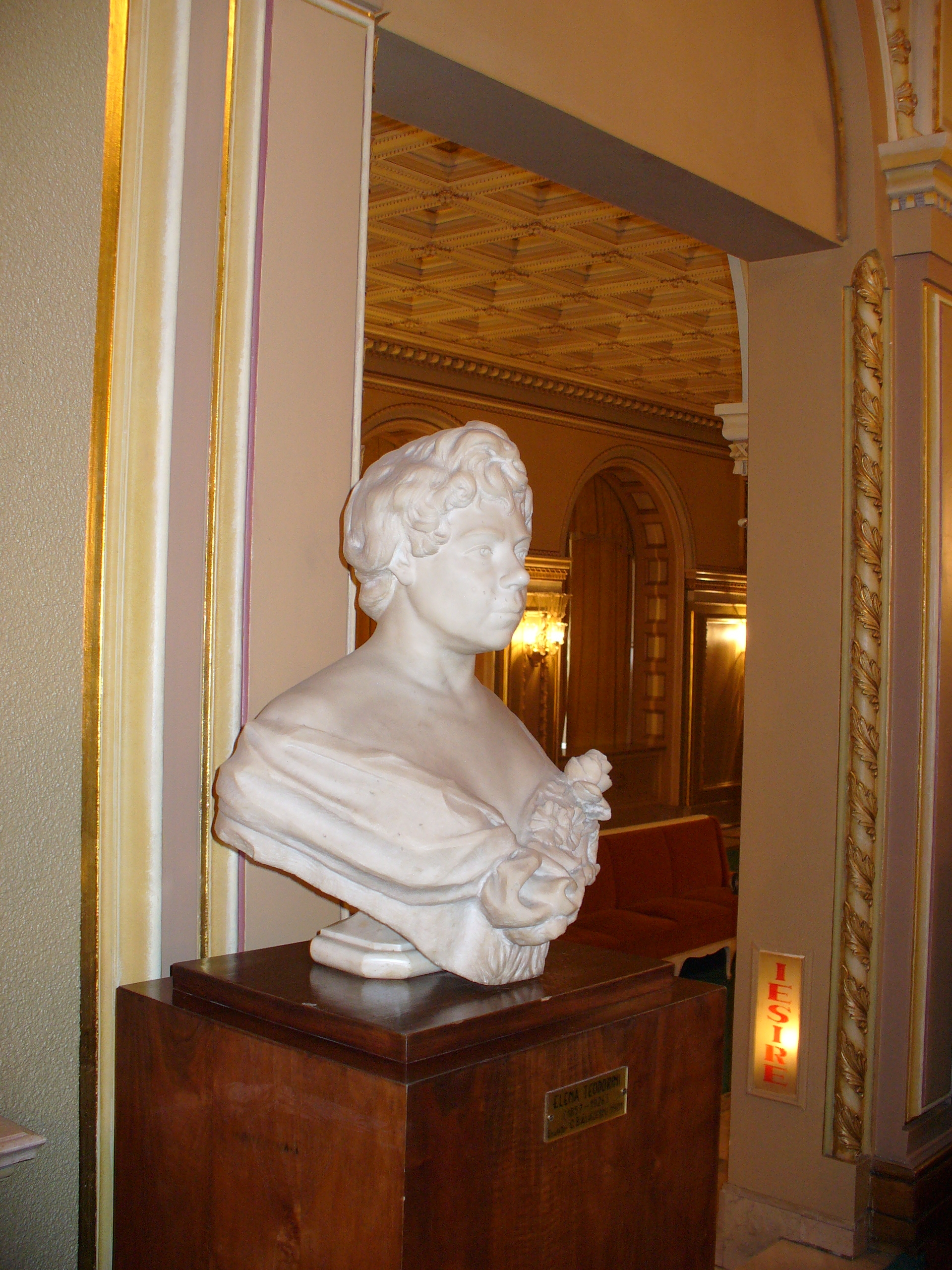
Bust în marmura la Opera Națională din București, executat de către sculptorul Constantin Bălăcescu în 1901.

### Copilǎria
Elena Theodorini, ultima divă a secolului al XIX-lea și prima divă a României, s-a născut pe 25 martie 1857, la Craiova. Era nepoata actorilor Ion Vlădicescu și Raluca Stavrescu și verișoara primară a Aristizzei Romanescu. A început studiul muzicii și al pianului la vârsta de șase ani în orașul natal.
La 14 ani a plecat în Italia, fiind admisă la Conservatorul de la Milano, la clasele de canto și de pian , unde a  studiat cu pianistul și compozitorul italian Adolfo Fumagalli.

### Debutul
În 1877 a debutat ca solistă cu tenorul Armando di Gondi în Maria di Rohan de Gaetano Donizetti la Teatrul Municipal din Cuneo. În mod gradual, timbrul vocii sale s-a transformat, trecând de la gamma contralto la cea de mezzosoprană.
În următorii doi ani interpretează diverse roluri de mezzosoprană în Alessandria, Livorno, Pisa, Chieti și la Opera din București. În 1879 debuteazǎ la Teatro dal Verme în rolul Mariei din La Fille du Regiment ("Fiica regimentului") de Gaetano Donizetti și în rolul lui Rachel, din opera Evrea ("La Juive") de Jacques Fromental Halévy.
Pe data de 20 martie 1880, la vârsta 22 ani, își face apariția pentru prima oară pe scena Teatrului La Scala din Milano, în rolul Margueritei din opera Faust de  Charles Gounod, devenind prima româncǎ care a cântat pe această scenă.  În 1881 interpretează rolul Valentinei în Les Huguenots de Giacomo Meyerbeer.

### Consacrarea
Cariera sa devine înfloritoare în urma premierei mondiale a operei Bianca da Cervia de Antonio Smareglia, din 1882, pusǎ în scenǎ în vechiul Teatro Colón din Buenos Aires, unde Elena Theodorini apare alături de tenorul dramatic Francesco Tamagno.
În perioada 1890-1891 a cântat din nou la Teatro alla Scala în opera lui Stanislao Gastaldon Mala Pasqua, bazatǎ, ca și Cavalleria Rusticana pe o nuvelǎ a lui Giovanni Verga.
În anul 1905 dǎ lecții de canto la Académie Lyrique din Paris, având ca elevi pe Edgar Istraty și Zina Brozia. În 1909 Elena Teodorini pǎrăsește Parisul și pleacă în Sud America, dând concerte la Montevideo, capitala Uruguayului. În toamna lui 1909 fondează Academia Theodorini împreună cu Hariclea Darclée și Titta Ruffo. Are ca studenți pe: Jole Lancelotti, Ofelia Villafane, Ada Giribone, Luisa V.de Kühn, Inocencia de Arce, Dellia Marteneli, Maruja Orbistondo, Emilia Martin, Leticia Rossi, Delia de la Cuesta, Teresina Vitulli, Clotilda Massey de Ortiz, Carolina de Ortega, Angelica Molina Grisol e Alcira Renée Casaglia.
Devine Director al Conservatorului Guvernamental din Buenos Aires în 1915.
Dupǎ anumite luni petrecute la New York și Paris, se întoarce la Rio de Janiero în 1918, an în care fondeazǎ Escola superior de canto “Ars et Vox”, în Avenida Rio Branco No. 90. Printre studenții acestei școli se numără: America Fontes, Bidú Sayão, Irena Baptista, Itala Cortez, Rachel Marques da Silva, Leonor de Rezende, Linda Cardenale, Nanita Lutz, Gloria Sattamini, Alvaro Caminha. Pe data de 6 aprilie 1922, Bidú Sayão cântă Doina Oltului scrisă de Grigore Vasiliu, îmbrăcată în costum popular românesc.
În toamna aceluiași an se întoarce în România, la București, unde fondează Academia Nazională de Lirică. Rămâne în țară până în anul 1923, când pleacă într-o nouă călătorie în Brazilia. Aici organizează un festival în luna iunie, festival în care Bidú Sayão, interpretează încă o dată, cântece din repertoriul românesc.

### Decesul
Elena Theodorini se stinge din viață pe data de 27 februarie 1926, la București. În ziua de 16 mai 1995, Fundația Elena Teodorini fixează o placă memorială în marmură la Paris, în Rue de Tocqueville No 25, unde a fost fondată Académie Lyrique Roumaine și reconstruiește complexul memorial ridicat în onoarea cântăreței în cimitirul Sf. Vineri din București, distrus de cutremurul din 1977.

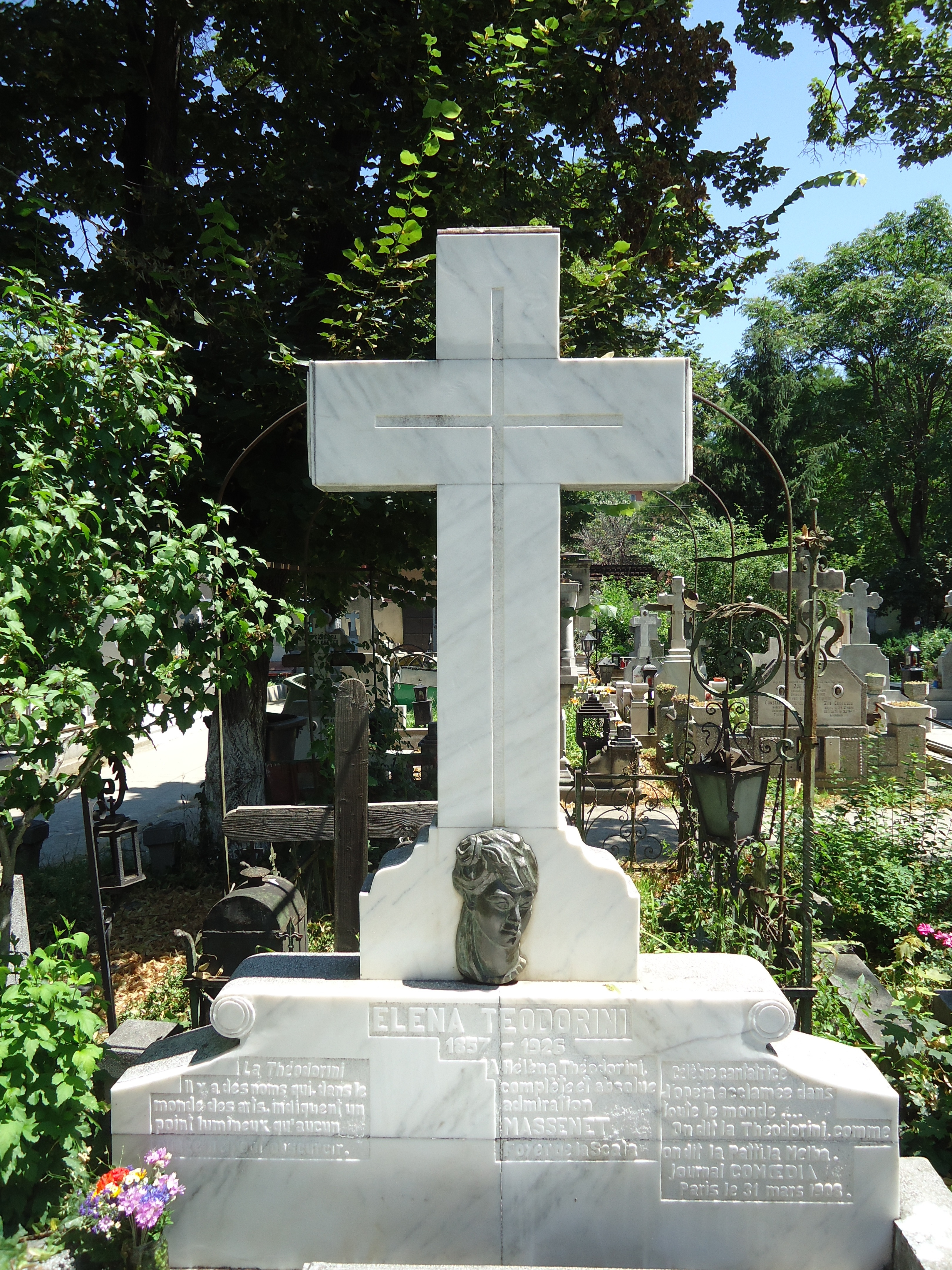
Monumentul Elenei Teodorini de la Cimitirul Sf. Vineri din București, refăcut în 1993 de către strănepotul ei, Profesorul Universitar UNESCO, Florin Popențiu Vlădicescu, Președintele Fundației „Elena Teodorini”, cu sediile la Bucuresti si Londra.

În perioada 1996 - 1997, dar în mod definitiv din anul 2002, cu ocazia aniversǎrii a 30 ani de activitate neîntreruptă, "Teatrul de Operă și Operetă" din Craiova devine Teatrul Liric "Elena Teodorini".